# Peggy Cummins
Peggy Cummins, właśc. Augusta Margaret Diane Fuller (ur. 18 grudnia 1925 w Prestatyn w hrabstwie Denbighshire, zm. 29 grudnia 2017 w Londynie) – brytyjska aktorka filmowa pochodzenia irlandzkiego. 
Najbardziej znana z klasycznej roli femme fatale w filmie noir Zabójcza mania (1950; reż. Joseph H. Lewis). Kilka lat później zagrała główną rolę w znanym brytyjskim horrorze Noc demona (1957) w reżyserii Jacques’a Tourneura.
Pierwsze aktorskie kroki stawiała jako 12-letnia dziewczynka. W 1938 na przystanku tramwajowym w Dublinie wypatrzył ją jeden z tamtejszych aktorów teatralnych i zaangażował do Gate Theatre. Premiera jej pierwszego przedstawienia, w którym zagrała odbyła się w dniu jej 13. urodzin. W filmie debiutowała w 1940. W 1945 producent Darryl F. Zanuck sprowadził ją do Hollywood. Chciał ją obsadzić w głównej roli w filmie Wieczna Amber (1947; reż. Otto Preminger). Jednak ostatecznie uznano, że jest zbyt młoda i rolę otrzymała starsza o 2 lata Linda Darnell. W sumie w Stanach zagrała w 6 filmach; w tym dwóch wyreżyserowanych przez Josepha L. Mankiewicza. Na początku lat 50. wróciła na stałe do Londynu i zaczęła grać w filmach brytyjskich. Aktorską karierę zakończyła 10 lat później.

## Wybrana filmografia
- Moss Rose (1947) jako Belle Adair (Rose Lynton)
- Spóźniony George Apley (1947) jako Eleanor „Ellie” Apley, córka George’a
- Ucieczka (1948) jako Dora Winton
- Zielona trawa z Wyoming (1948) jako Carey Greenway
- Zabójcza mania (1950) jako Annie Laurie Starr
- Piekło kierowców (1957) jako Lucy
- Noc demona (1957) jako Joanna Harrington
- Wszystko dla psów (1961) jako Sally Huxley